# مالكوم جونز (لاعب كرة قدم أمريكية)
مالكوم جونز (بالإنجليزية: Malcolm Jones)‏ هو لاعب كرة قدم أمريكية أمريكي، ولد في 2 أغسطس 1992 في نابرفيل في الولايات المتحدة.

## روابط خارجية
- مالكولم جونز على موقع كلية كرة القدم في سبورتس رفرنس.كوم (الإنجليزية)